# 楽浪区域
楽浪区域（ランナンくいき、らくろうくいき）は、朝鮮民主主義人民共和国平壌直轄市にある行政区域。古代楽浪郡の遺跡がある。

## 地理
平壌市西部で西から南へと流れを変える大同江の左岸（南岸）に位置する。大同江を隔てて北東には平川区域・船橋区域などの都心部、北には万景台区域、西には千里馬区域（南浦特別市）がある。南は江南郡、東は力浦区域に接する。
都心に近い部分では市街地化がおこなわれている。大同江沿いの統一通りには、2003年に農民市場を改編してつくられた、北朝鮮で一番大きな総合市場とされる「統一通り市場」がある。

## 行政区域
21洞・9里を管轄する。
| - 関門一洞（クァンムニルトン） - 関門二洞（クァンムニドン） - 関門三洞（クァンムンサムドン） - 東山洞（トンサンドン） - 斗団洞（トゥダンドン） - 楽浪一洞（ランナンイルトン） - 楽浪二洞（ランナンイドン） - 楽浪三洞（ランナンサムドン） - 勝利一洞（スンニイルトン） - 勝利二洞（スンニイドン） - 勝利三洞（スンニサムドン） - 猿岩洞（ウォナムドン） - 貞栢一洞（チョンベギルトン） - 貞栢二洞（チョンベギドン） - 貞梧一洞（チョンオイルトン） - 貞梧二洞（チョンオイドン） | - 忠誠一洞（チュンソンイルトン） - 忠誠二洞（チュンソンイドン） - 忠誠三洞（チュンソンサムドン） - 統一ゴリ一洞（トンイルゴリイルトン） - 統一ゴリ二洞（トンイルゴリイドン） - 今大里（クムデリ） - キンコル里（キンコルリ） - 南寺里（ナムサリ） - 龍湖里（リョンホリ） - 柳巣里（リュソリ） - 碧只島里（ピョクチドリ） - 甫城里（ポソンニ） - 松南里（ソンナムニ） - 中端里（チュンダンニ） |

## 歴史
紀元前108年、漢の武帝は衛氏朝鮮を滅ぼし、平壌付近に楽浪郡を置いた。楽浪区域土城里には土城跡（土城里土城）があり、周辺には漢代から晋代初期に造営された墳墓群（楽浪漢墓）がある。日本統治時代におこなわれた発掘の結果、土城里土城からは建物・道路・倉庫群や「楽浪」の文字を記した瓦などが発見されたため、この土城が楽浪郡の郡治（政庁所在地）と考えられるようになり、「楽浪土城」とも呼ばれている。なお、北朝鮮学界は、朝鮮には古代から自主独立の国があったとする独自の歴史観を掲げるため、「楽浪土城」の遺跡・遺構は日本統治時代に日本の学者が捏造したものであり、実際の楽浪郡は中国遼東・遼西にあったと主張している。また、韓国学界にも同様の主張をおこなう人物がいる。
日本統治時代には大同郡大同江面などの一帯であった。その後、平壌市東区域・江南郡・中和郡などの一部となったが、1959年9月に楽浪区域が新設されて平壌市に組み込まれた。

### 年表
この節の出典
- 1959年9月 - 平壌直轄市東区域貞栢洞・貞梧洞・宋家洞・斗団里・楽浪里・土城里・将貞里・小新里、平安南道江南郡猿岩労働者区・南寺里・甫城里・松南里、中和郡柳巣里・力浦里・陽陰里・柳絃里をもって、平壌直轄市楽浪区域を設置。(5洞11里)
  - 斗団里が斗団洞に昇格。
  - 猿岩労働者区が猿岩洞に昇格。
  - 将貞里が将進里に改称。
- 1960年10月 (5洞7里)
  - 外城区域中端里を編入。
  - 柳絃里・陽陰里・小新里・将進里および力浦里の一部が新設の力浦区域に編入。
  - 宋家洞が東山洞に改称。
  - 南寺里の一部・力浦里の残部が柳巣里に編入。
  - 貞梧洞・柳巣里の各一部が南寺里に編入。
  - 猿岩洞の一部が斗団洞に編入。
- 1963年 (7洞5里)
  - 楽浪里が楽浪洞に昇格。
  - 土城里が土城洞に昇格。
- 1965年1月 - 江南郡碧只島里・今大里を編入。(7洞8里)
  - 今大里の一部が分立し、龍湖里が発足。
- 1967年 (7洞9里)
  - 猿岩洞の一部が分立し、キンゴル里が発足。
  - 南寺里・楽浪洞の境界線を調整。
- 1972年 - 船橋区域永済洞の一部が貞梧洞に編入。(7洞9里)
- 1986年 (7洞9里)
  - 土城洞・貞栢洞の各一部が合併し、貞栢一洞が発足。
  - 土城洞の一部・貞栢洞の残部が合併し、貞栢二洞が発足。
  - 土城洞の残部が楽浪洞に編入。
- 1988年 - 貞梧洞が分割され、貞梧一洞・貞梧二洞が発足。(8洞9里)
- 1991年 (16洞9里)
  - 貞栢二洞の一部が分立し、統一コリ一洞・統一コリ二洞が発足。
  - 貞栢二洞・貞梧一洞の各一部が合併し、関門一洞が発足。
  - 貞栢二洞の残部・貞梧一洞の一部が合併し、関門二洞が発足。
  - 貞栢一洞・貞梧二洞の各一部が合併し、忠誠一洞が発足。
  - 貞栢一洞の一部が分立し、忠誠二洞・忠誠三洞・貞栢二洞が発足。
  - 楽浪洞が分割され、楽浪一洞・楽浪二洞が発足。
- 1993年 (21洞9里)
  - 楽浪二洞の一部が分立し、楽浪三洞・勝利一洞・勝利二洞・勝利三洞が発足。
  - 関門一洞の一部が分立し、関門三洞が発足。

## 交通
- 楽浪線楽浪駅